# Gaius Cassius Longinus
Gaius Cassius Longinus (3. října 85 př. n. l. – 3. října 42 př. n. l.) byl římský politik, jeden z Caesarových vrahů. Během občanské války byl Pompeiovým spojencem, po Pompeiově porážce a Caesarových amnestiích se ale s Caesarem usmířil. Pořád ale viděl v Caesarovi nepřítele republiky, a tak se později stal jedním z vůdců spiklenců, kteří Caesara zavraždili. Po prohrané bitvě u Filipp spáchal sebevraždu.